# Baek Ye-rin
Baek Ye-rin (Hangul: 백예린) còn được biết đến với tên gọi Yerin hay Yerin Baek, là một nữ ca sĩ, nhạc sĩ người Hàn Quốc, cựu thành viên của nhóm nhạc 15&.

## Tiểu sử
Baek Yerin sinh ngày 26 tháng 6 năm 1997 tại Jung-gu, Daejeon, Hàn Quốc. Trong suốt thời gian thực tập, cô đã có 2 năm sống ở New York, nơi gia đình cô sống hiện tại. Cô thông thạo cả tiếng Anh và tiếng Hàn.
Tháng 2 năm 2016, Yerin tốt nghiệp trường Nghệ thuật và biểu diễn Hanlim cùng với thành viên cùng nhóm, Park Jimin.

## Sự nghiệp

### Trước khi ra mắt
Năm 2007, trong một tập của show Amazing Contest Star King do SBS tổ chức, Yerin biểu diễn ca khúc "Listen" của Beyoncé và từ đó cô được gọi là một "ca sĩ R&B đương đại thiên tài". Sau chương trình Star King, Yerin quyết định tham gia thử giọng cho JYP Entertainment.  Cô biểu diễn lại "Listen" trong ngày thử giọng và sau đó đoạt danh hiệu vị trí thứ hai, chỉ sau Wooyoung (2PM). Cô đã trải qua 5 năm thực tập (2007-2012) tại Hàn Quốc và Mỹ. Yerin được gọi là "cô gái thiên tài" vì khả năng thanh nhạc của cô, kỹ năng trong việc sử dụng đàn piano và lưu loát trong ngôn ngữ tiếng Anh.

### Thành viên 15&
Ngày 27 tháng 9 năm 2012, JYP tiết lộ Ye-rin sẽ được ra mắt như là một phần của một bộ đôi cùng với Park Ji-min được gọi là 15&. Ngày 07 tháng 10, bộ đôi này sau đó đã ra mắt với single đầu tiên, "I Dream" của họ trên Inkigayo.

### Sự nghiệp solo
Tháng 11 năm 2015, Yerin bắt đầu sự nghiệp solo của cô với album đầu tay "Frank". Bài hát chủ đề "Across the Universe" được phát hành vào ngày 30. Lời của bài hát chủ đề của được lấy cảm hứng từ bộ phim Người về từ sao Hỏa.

## Danh sách đĩa nhạc
- Every letter I sent you (2019)
- tellusaboutyourself (2020)